# 옥동초등학교 (전남)
옥동초등학교는 대한민국 전라남도 해남군 황산면 옥동리에 있었던 공립 초등학교이다.

## 연혁
- 1920년 4월 1일 옥동공립심상소학교 개교
- 1941년 4월 1일 옥동공립국민학교 개칭
- 1945년 11월 1일 설립인가
- 1981년 3월 1일 병설유치원 개원
- 1996년 3월 1일 옥동초등학교로 개칭
- 2011년 2월 9일 제63회 졸업(총 4812명)
- 2011년 3월 1일 황산초등학교로 통합